# Bassus bakeri
Bassus bakeri är en stekelart som beskrevs av Muesebeck 1927. Bassus bakeri ingår i släktet Bassus och familjen bracksteklar. Inga underarter finns listade.